# Ziegelei Westerholt
Die Ziegelei Westerholt war eine Ziegelei in Westerholt im Landkreis Wardenburg. Heute wird die Anlage als Industriemuseum genutzt.

## Geschichte
Im Jahr 1824 erwarb der Oberlether Landwirt und Hofschmied Diedrich Teebken das sieben Hektar große Grundstück der späteren Ziegelei aufgrund der zuvor in Westerholt entdeckten Lehmvorkommen.
In der Anfangszeit wurde die Ziegelei als Handstichziegelei betrieben, bei der ein großer Teil der Arbeit unter freiem Himmel stattfand. Der Lehm wurde dabei in Formen aus Holz gefüllt und auf dem Trockenplatz in der Sonne getrocknet. Nach etwa vier bis sechs Wochen wurden die Ziegeln anschließend in Feldbrandöfen gebrannt. Pro Saison wurden etwa 150.000 Ziegel hergestellt.
Während des Ersten Weltkrieges musste die Produktion ruhen, da sowohl die Belegschaft, als auch der Ziegeleibesitzer zum Kriegsdienst eingezogen wurden.
Im Jahr 1925 wurden umfangreiche Modernisierungsmaßnahmen durchgeführt. Im Zuge derer wurde der einfache Brennofen durch einen Hoffmannschen Ringofen ersetzt und die Kapazität der Trockenschuppen erweitert. Durch diese Maßnahmen erhöhte sich die saisonale Ziegelproduktion auf etwa eine Million.
Zu Zeiten des Zweiten Weltkrieges ruhte die Produktion erneut. Anschließend wurde die Dampfmaschine durch einen Elektromotor ersetzt, um der großen Nachfrage im Zuge des Wiederaufbaus nachzukommen.
Im Jahr 1966 wurde der Betrieb aufgrund schlechter Zukunftsaussichten für die kleine Ziegelei nach 121 Jahren eingestellt.
Da die Anlage seit der Stilllegung dem Verfall preisgegeben war, wurde 1990 beantragt, die Ziegelei abzureißen. Dies konnte jedoch durch die Einwohner Westerholts verhindert werden. Sie gründeten den Förderverein Alte Ziegelei Westerholt, der sich seither für den Erhalt des Industriedenkmals einsetzt. Wenig später wurde das Dach des Maschinenhauses sowie der Schornstein des Ringofens saniert.
Heute werden Führungen durch die Anlage angeboten. Darüber hinaus kann das Gelände für Feste gebucht werden.